# Луїджі Малерба
Луїджі Малерба (італ. Luigi Malerba, справжнє ім'я — Луїджі Бонарді, 11 листопада 1927 — 8 травня 2008) — італійський письменник, учасник неоавангардистської «Групи 63».

## Біографія
Народився в провінції Парма в 1927 році. Отримав ступінь у галузі права в Римі, після чого з початку 1950-х років працював журналістом, співпрацюючи з багатьма кінематографічними журналами. У 1954 році разом з режисером Антоніо Марки зняв фільм «Жінки і солдати», в ці ж роки написав ряд сценаріїв спільно з Альберто Моравіа і Чезаре Дзаваттіні.
Перша збірка його оповідань «Відкриття алфавіту» була опублікована в 1963 році. Потім вийшли романи «Змія», «Сальто-мортале», «Блакитна планета», «Грецький вогонь», «Ітака назавжди», «Гранада-клуб». У цих творах проявилися такі характерні риси творчості Малерба, як тяга до сміливого експерименту, до змішування стилів, до поєднання прийомів фантастики, пригодницького, детективного, історичного роману.
У 1960-ті роки Малерба став активним учасником літературної неоавангардистської «Групи 63» (куди входили Альберто Арбазіно, Альфредо Джуліані, Джорджо Манганелла, Анджело Гульєльмі, Нанні Балестрино, Вальтер Педулла і Еліо Пальярані).
Поряд з кіносценаріями, Малерба писав сценарії для телебачення. Спільно з Б. Проетті, Д. Д'Анца і Ф. Карпі в 1978 році написав сценарій телефільму «Мадам Боварі» за романом французького письменника Гюстава Флобера для RAI, а також сценарії рекламних роликів для телепрограми Carosello.
Луїджі Малерба помер у Римі у 2008 році.
У 2010 році заснована премія Луїджі Малерба в галузі художньої літератури і кіно, якою нагороджуються автори книг і кіносценаріїв у віці до 28 років.

## Твори

### Романи та нариси
- La scoperta dell'alfabeto (Bompiani, 1963)
- Il serpente (Bompiani, 1966)
- Salto mortale (Bompiani, 1968)
- Il protagonista (Bompiani, 1973)
- Le rose imperiali (Bompiani, 1974)
- Le parole abbandonate (Bompiani, 1977)
- Il pataffio (Bompiani, 1978)
- Dopo il pescecane (Bompiani, 1979)
- Diario di un sognatore (Einaudi, 1981)
- Cina Cina (Piero Manni, 1985)
- Il pianeta azzurro (Garzanti, 1986)
- Testa d'argento (Mondadori, 1988)
- Il fuoco greco (Mondadori, 1990)
- Le pietre volanti (Rizzoli, 1992)
- Il viaggiatore sedentario (Rizzoli, 1993)
- Le maschere (Mondadori, 1994)
- Che vergogna scrivere (1996)
- Avventure (Il Mulino, 1997)
- Interviste impossibili (Piero Manni, 1997)
- Itaca per sempre (Mondadori, 1997)
- La superficie di Eliane (Mondadori, 1999)
- Proverbi italiani (Istituto poligrafico dello Stato, 1999)
- Città e dintorni (Mondadori, 2001)
- La composizione del sogno (Einaudi, 2002)
- Il circolo di Granada (Mondadori, 2002)
- Le lettere di Ottavia (Archinto, 2004)
- Ti saluto filosofia (Mondadori, 2004)
- Fantasmi romani (Mondadori, 2006)
- Il sogno di Epicuro (Manni, 2008)
- Parole al vento (Manni, 2008)
- Diario delle delusioni (Mondadori, 2009)
- Raccomandata Espresso (Edizioni dell'Elefante, 2009)

### Твори для дітей
- Millemosche mercenario (Bompiani, 1969), у співавторстві з Тоніно Гуерра
- Millemosche senza cavallo (Bompiani, 1969), у співавторстві з Тоніно Гуерра
- Storie dell'anno Mille (Bompiani, 1970), у співавторстві з Тоніно Гуерра
- Millemosche fuco e fiamme (Bompiani, 1969), у співавторстві з Тоніно Гуерра
- Millemosche innamorato (Bompiani, 1971), у співавторстві з Тоніно Гуерра
- Millemosche e il leone (Bompiani, 1973), у співавторстві з Тоніно Гуерра
- Millemosche e la fine del mondo (Bompiani, 1973), у співавторстві з Тоніно Гуерра
- Millemosche alla ventura (Bompiani, 1969), у співавторстві з Тоніно Гуерра
- Mozziconi (Einaudi, 1975)
- Pinocchio con gli stivali (Cooperativa Scrittori, 1977, poi Monte Università Parma, 2004)
- Storiette (1978)
- Le galline pensierose (1980)
- Storiette tascabili (1984)

### п'єси
- I cani di Gerusalemme (1988) (спільно з Фабіо Карпі).

## Українські переклади
- Летючі камені
- Луїджі Малерба. Моцціконі. Повість-казка. Переклад з італійської Анатолія Гуця. Передмова Ілька Корунця. Малюнки Радни Сахалтуєва. Київ. Видавництво «Веселка», 1981.